# Jean-Georges Klein
Pour les articles homonymes, voir Klein.
Jean-Georges Klein, né en 1950, est un chef cuisinier français.

## Biographie
Après des études hotelières à Strasbourg de 1967 à 1969, Jean-Georges Klein est chef de salle au restaurant de sa mère pendant 17 ans. Il hérite du restaurant en 1987 et devient à l'occasion chef de cuisine. Il obtient sa première étoile Michelin l'année suivante, sa deuxième étoile en 1998, et sa troisième en 2002.
Klein était jusqu'en 2014 aux cuisines du restaurant gastronomique « L'Arnsbourg » à Bærenthal, situé au milieu du Parc naturel des Vosges du Nord. « L’Arnsbourg » possédait trois étoiles au Guide Michelin et était noté 18/20 au Gault-Millau.
Depuis 2015, il est aux commandes du restaurant gastronomique de la Villa René Lalique (Wingen-sur-Moder, Bas-Rhin). Chargé d’histoire, l’établissement a ouvert ses portes en septembre 2015 à l’initiative de l’entrepreneur suisse Silvio Denz et a été décoré par les architectes d’intérieur Lady Tina Green et Pietro Mingarelli. Le restaurant a été bâti par l’architecte suisse de renommée internationale Mario Botta. Le 1er février 2016, Jean-Georges Klein et le restaurant gastronomique de la Villa René Lalique obtiennent deux étoiles au guide michelin. Il prend sa retraite en tant que chef en 2022 et laisse les rênes de la villa Rene Lalique à Paul Stradner.